# Louis Dessoliers
Félix de Solliers est un homme politique français né le 2 février 1845 à Alger (Algérie) et mort le 3 janvier 1910 à Alger.
Né Louis Félix Dessoliers, il obtiendra en 1900 que son patronyme s'écrive désormais « de Solliers ».
Il est député de l'Algérie française de 1882 à 1885, élu dans la deuxième circonscription d'Oran, il siège au groupe de la Gauche républicaine.